# Ansgar Beckermann
Ansgar Beckermann (* 20. Juni 1945 in Hamburg) ist ein deutscher Philosoph und einer der Hauptvertreter der Philosophie des Geistes in Deutschland. Weitere Arbeitsgebiete sind Logik, Erkenntnistheorie, Theorie der Willensfreiheit und Religionsphilosophie.

## Leben
Beckermann erwarb sein Abitur auf der Sankt-Ansgar-Schule und studierte von 1964 bis 1974 Philosophie, Soziologie und Mathematik an den Universitäten Hamburg und Frankfurt am Main. 1974 promovierte er mit der Arbeit „Gründe und Ursachen“; von 1975 bis 1981 war er wissenschaftlicher Assistent an der Universität Osnabrück. Nach Professuren an der Universität Göttingen und der Universität Mannheim war Beckermann von 1995 bis 2010 Professor an der Universität Bielefeld. Von 2000 bis 2006 war er Präsident der Gesellschaft für Analytische Philosophie und seit 2018 ist er deren Ehrenmitglied.

## Positionen

### Physikalismus und die Metaphysik des Geistes
Beckermann bezeichnet sich als Vertreter eines physikalistischen Monismus. Der ontologische Physikalismus behauptet, dass alle Entitäten physische Entitäten sind. Dies bedeutet zum einen, dass alle Objekte aus den grundlegenden physischen Teilchen zusammengesetzt sind. Beckermann hat allerdings darauf hingewiesen, dass ein umfassender Physikalismus auf Eigenschaften ausgedehnt werden muss. Nur wenn ein Physikalist behauptet, dass sich alle Eigenschaften aus den Eigenschaften der grundlegenden physischen Objekte ergeben, kann man den Physikalismus adäquat vom Eigenschaftsdualismus abgrenzen. Durch diese These scheint der Physikalismus jedoch auf eine reduktionistische Theorie festgelegt zu sein. Beckermann akzeptiert, dass ein solcher Reduktionismus mit schwerwiegenden Einwänden konfrontiert zu sein scheint.
Insbesondere die Erlebnisgehalte (die Qualia) scheinen sich nach Beckermann einer reduktiven Analyse widersetzen. Viele mentale Zustände haben die Eigenschaft, auf eine bestimmte Weise erlebt zu werden. Beckermann versucht diesen Aspekt des Bewusstseins durch das folgende Beispiel zu erläutern:

„Und wenn jemand sagt, er wisse trotzdem nicht, worin der qualitative Charakter etwa eines Geschmacksurteils bestehe, können wir diesem Unverständnis so begegnen: Wir geben ihm einen Schluck Wein zu trinken, lassen ihn danach ein Pfefferminzbonbon lutschen und geben ihm dann noch einen Schluck desselben Weins mit der Bemerkung: Das, was sich jetzt geändert hat, das ist der qualitative Charakter deines Geschmacksurteils.“

Eine reduktive Theorie des Bewusstseins wäre nur vollständig, wenn sich auch der Erlebnisaspekt durch eine naturwissenschaftliche Analyse verständlich machen ließe. Doch genau dies scheint nicht möglich zu sein. Zwar können etwa die Neurowissenschaften neuronale Korrelate des Bewusstseins finden, also erklären, welcher Vorgang im Gehirn mit welchem Bewusstseinszustand einhergeht. Doch dies macht nicht verständlich, warum etwas erlebt wird. In seinem Buch „Naturalismus“ argumentiert Beckermann allerdings, dass völlig unverständlich wäre, dass viele phänomenale Zustände kausale Wirkungen haben, wenn diese Zustände nicht doch mit neuronalen Zuständen identisch seien.
Im Gegensatz zu den Qualia hält Beckermann das Phänomen der Intentionalität für kein Problem des Physikalismus. Der intentionale Gehalt mentaler Zustände lasse sich im Zuge eines messtheoretischen Ansatzes verstehen. In Kapitel 4 seines Buches „Naturalismus“ erläutert Beckermann außerdem, wie die Computerwissenschaften helfen können zu verstehen, wie intentionale Zustände physisch realisiert sind.
Als Physikalist ist Beckermann dezidiert der Meinung, dass es keine körperlosen Geister geben kann.

### Freiheit
Herkömmlichen Freiheitstheorien zufolge ist eine Entscheidung genau dann frei, wenn sie auf die handelnde Person selbst zurückgeht, d. h., von ihr selbst akteurskausal bewirkt wird. Und wenn die Tatsache, dass die Person diese Entscheidung bewirkt, selbst nicht determiniert ist. Beckermann ist jedoch der Meinung, dass dieses Freiheitsverständnis inkohärent ist – insbesondere weil die Idee der Akteurskausalität selbst nicht verständlich gemacht werden kann. Beckermann plädiert deswegen für eine fähigkeitsbasierte Auffassung von Willensfreiheit, wie sie beispielsweise von John Locke vertreten wird. Locke zufolge sind wir in unserem Willen frei, wenn wir über zwei Fähigkeiten verfügten – erstens die Fähigkeit, vor einer Entscheidung innezuhalten und zu überlegen, was zu tun das Beste wäre, und zweitens die Fähigkeit, dem Ergebnis dieses Nachdenkens gemäß zu entscheiden und zu handeln. Ein solches Freiheitsverständnis ist nicht nur kohärent, es entspricht auch besser unserer alltäglichen Praxis von Verantwortungszuschreibungen. Mit dem Physikalismus ist ein fähigkeitsbasiertes Freiheitsverständnis allerdings nur vereinbar, wenn sich zeigen lässt, dass man über die für Willensfreiheit notwendigen Fähigkeiten auch verfügen kann, wenn der Determinismus wahr ist.

### Religion
Beckermann zufolge gibt es bei nüchterner Betrachtung keine Tatsachen, die dafür sprechen, dass es außer der empirischen Welt um uns herum noch eine ganz andere transzendente Welt übernatürlicher Wesen gibt. Seiner Meinung nach existieren keine Phänomene, die sich nur oder am besten durch das Eingreifen übernatürlicher Wesen erklären lassen. Und wenn man unvoreingenommen untersucht, ob Gebete, Opfer und andere Rituale den gewünschten Erfolg zeitigen, ist das Ergebnis ebenfalls negativ. In seinem Buch „Glaube“ kritisiert Beckermann außerdem die herkömmlichen Gottesbeweise. Dabei gilt seine Kritik insbesondere der Annahme, dass das Kausalprinzip über jeden Zweifel erhaben ist. Seiner Meinung nach ist es durchaus möglich, dass etwas einfach so, ohne jede hinreichende Ursache entsteht. In der Welt der Quantenphysik scheint das sogar tatsächlich vorzukommen. Außerdem weist Beckermann darauf hin, dass die Annahme, neben der empirischen gebe es auch eine transzendente Welt übernatürlicher Wesen, die zumindest manchmal in den Lauf der empirischen Welt eingreifen, impliziert, dass es körperlose geistige Wesen gibt, die akteurskausal in den Lauf der empirischen Welt eingreifen können. Und diese Annahmen hält er beide für inkohärent. Schließlich ist er der Meinung, dass die Tatsache, dass es in der empirischen Welt so unvorstellbar viel schreckliches Leid gibt, zumindest deutlich gegen die Existenz eines Gottes im Sinne der abrahamitischen Religionen spricht, der sein Geschöpfe über alles liebt.

### Wissen
In einem einflussreichen Aufsatz hat Beckermann zudem den philosophischen Wissensbegriff angegriffen. Traditionell wird „Wissen“ als wahre, gerechtfertigte Meinung definiert, schon Platon hatte diese Definition am Schluss des Theaitetos diskutiert. 1963 zeigte Edmund Gettier jedoch, dass diese Definition falsch ist, da es Fälle von wahren, gerechtfertigten Meinungen gibt, die kein Wissen darstellen. Seitdem wurden zahllose Versuche unternommen, eine neue Definition zu finden. Beckermann macht jedoch auf logische Fehler bei dieser Bestimmung von „Wissen“ aufmerksam:

„Wenn wir Wissen als gerechtfertigte wahre Überzeugung definieren, dann definieren wir Wissen mit Hilfe zweier Bedingungen, von denen eine – Wahrheit – für das Ziel unserer Erkenntnisbemühungen steht, während die andere – Rechtfertigung – für ein Kriterium steht, mit dessen Hilfe wir herausfinden wollen, ob wir dieses Ziel erreicht haben. Dies […] ist jedoch illegitim. Denn prinzipiell ist es nicht statthaft, ein Ziel und die Kriterien, mit denen wir überprüfen, ob das Ziel erreicht wurde, in die Definition ein und desselben Begriffs aufzunehmen. Mit anderen Worten: Systematisch ist der alltagssprachliche Wissensbegriff ein inkohärenter Hybridbegriff – ein Begriff, in dem zwei Merkmale zusammengefasst werden, die nicht auf derselben Stufe stehen und die daher nicht zusammengefasst werden dürfen.“

Im Gegensatz dazu schlägt Beckermann vor, auf eine Definition zu verzichten und „Wissen“ als zentralen Begriff in der Erkenntnistheorie aufzugeben:

„Wir sollten etwas mutiger […] sein und auf den Wissensbegriff ganz verzichten. Es gibt in der Erkenntnistheorie keine interessante Frage und keine interessante These, die wir nicht auch ohne diesen Begriff formulieren könnten. Was ist das Ziel unserer Erkenntnisbemühungen? Wahrheit. Wie können wir feststellen, welche unserer Aussagen und Überzeugungen wahr sind? Z.B. indem wir überprüfen, ob diese Aussagen und Überzeugungen gerechtfertigt sind. Aus unterschiedlichen Gründen interessieren wir uns für die Wahrheit von Aussagen und Überzeugungen und für die Rechtfertigung von Aussagen und Überzeugungen. Aber die Frage, ob Aussagen und Überzeugungen wahr und gerechtfertigt sind, spielt in unseren Erkenntnisbemühungen aus guten Gründen keine Rolle. Mit anderen Worten: Wenn man Wissen im Sinne von wahrer und gerechtfertigter Überzeugung versteht, dann ist dieser Begriff nicht nur inkohärent, sondern – glücklicherweise – auch uninteressant und verzichtbar.“

## Veröffentlichungen (Auswahl)
- Ansgar Beckermann (Hrsg.): Analytische Handlungstheorie. Band 2 (Handlungserklärungen). Suhrkamp, Frankfurt 1977, ISBN 3-518-06399-5; 1985, ISBN 3-518-28089-9
- Gründe und Ursachen. Zum vermeintlich grundsätzlichen Unterschied zwischen mentalen Handlungserklärungen und wissenschaftlich-kausalen Erklärungen. Scriptor-Verlag, Kronberg 1977, ISBN 3-589-20395-1 (Dissertation)
- Descartes' metaphysischer Beweis für den Dualismus. Analyse und Kritik. Alber, Freiburg/München 1986, ISBN 3-495-47608-3
- mit Hans Flohr und Jaegwon Kim (Hrsg.): Emergence or Reduction? Essays on the prospects of nonreductive physicalism. de Gruyter, Berlin/New York 1992, ISBN 3-11-012880-2
- Einführung in die Logik. de Gruyter, Berlin/New York 1997, ISBN 3-11-014774-2; 4. Auflage 2014, ISBN 978-3-11-035408-9.
- Analytische Einführung in die Philosophie des Geistes. de Gruyter, Berlin/New York 1999; 2., überarbeitete Auflage 2001, ISBN 3-11-017065-5 ; 3., überarbeitete Auflage 2008, ISBN 978-3-11-020424-7
- Gehirn, Ich, Freiheit. Naturwissenschaften und Menschenbild. mentis, Paderborn 2008; 2., überarbeitete Auflage 2010, ISBN 978-3-89785-619-6
- mit Dominik Perler (Hrsg.): Klassiker der Philosophie heute. Reclam, Stuttgart 2004, ISBN 3-15-010557-9
- Das Leib-Seele-Problem. Wilhelm Fink, Paderborn 2008; 2. Aufl. 2011, ISBN 978-3-8252-3592-5.
- Glaube. de Gruyter, Berlin/Boston 2013, ISBN 978-3-11-027985-6.
- Naturalismus. Entwurf eines wissenschaftlich fundierten Welt- und Menschenbildes. Brill mentis, Paderborn 2021, ISBN 978-3-95743-244-5.
- Wege und Positionen (https://www.uni-bielefeld.de/fakultaeten/philosophie/personen/beckermann/Wege-und-Positionen.pdf)